# Čakanec
Čakanec je naseljeno mjesto u Republici Hrvatskoj u Zagrebačkoj županiji. 

## Zemljopis
Administrativno je u sastavu općine Kravarsko. Naselje se proteže na površini od 3,85 km² a smjestilo se na brežuljcima iznad doline Kravarščice.

## Stanovništvo
Prema popisu stanovništva iz 2001. godine u Čakancu žive 83 stanovnika i to u 31 kućanstvu. Gustoća naseljenosti iznosi 21,56 st./km².
| broj stanovnika | 159   | 183   | 158   | 205   | 211   | 213   | 216   | 235   | 250   | 257   | 233   | 179   | 130   | 90    | 83    | 68    | 47    |
|                 | 1857. | 1869. | 1880. | 1890. | 1900. | 1910. | 1921. | 1931. | 1948. | 1953. | 1961. | 1971. | 1981. | 1991. | 2001. | 2011. | 2021. |